# Ivan Chabert
Ivan Ivanitz Chabert, auch Julien Xavier Chabert, (* 10. Mai 1792 in Avignon; † 29. August 1859 in New York City) war ein französischer Zauberkünstler, der als menschlicher Salamander und Feuerkönig (Fire King) bekannt war, da er sich in seinen Vorführungen großer Hitze aussetzte.
In seinen Vorführungen hielt er sich in einem eisernen Ofen auf, heiß genug um ein Stück Fleisch zu kochen, das er in der Mitte des Ofens über das Feuer hing – ein Thermometer nahe dem Feuer mass 600 Grad Fahrenheit (rund 315 Grad Celsius), in Wirklichkeit waren es im Raum aber um die 200 Grad Fahrenheit (entsprechend 93 Grad Celsius). Er selbst sprach dabei mit seinem Publikum über ein Sprachrohr (über das er auch atmete), wobei er im Ofen an der kühleren Stelle nahe dem Boden am Rand lag und mit einem vor Hitze schützenden Umhang bedeckt war. Am Ende trat er vor das Publikum mit dem gekochten Fleisch in der Hand.
Er schluckte auch Esslöffel von brennendem Öl und badete seine Füße in geschmolzenem Metall (wobei er eine spezielle Legierung mit niedrigem Schmelzpunkt wählte). Außerdem schluckte er verschiedene Gifte (wie Phosphor und Cyanwasserstoff), wobei allem Anschein nach keine Täuschung im Spiel war. Nach eigenen Angaben nahm er ein einfaches Antidot.
Chabert erregte mit seinen Vorführungen insbesondere in London breite Aufmerksamkeit, wo er 1818 eintraf. Er trat in den Argyll Rooms auf und war in den 1820er Jahren Stadtgespräch, als er eine Wette gegen einen Mister J. Smith gewann, der ihn herausgefordert hatte, 20 Gramm Phosphor zu schlucken. 1829 forderte ihn der Herausgeber des British Medical Journal Thomas Wakely öffentlich heraus, Zyanid unter seiner Kontrolle zu sich zu nehmen. Chabert wich aus und führte dies nur bei Hunden vor. Wenig später wechselte er nach New York, wo er aber weniger Erfolg hatte und schließlich als Quacksalber seinen Unterhalt bestritt.
Seine Geschichte wurde von Harry Houdini in seinem Buch The Miracle Mongers aufgezeichnet.